# Помпу
Помпу (итал. Pompu) — коммуна в Италии, располагается в регионе Сардиния, в провинции Ористано.
Население составляет 294 человека (2008 г.), плотность населения составляет 57 чел./км². Занимает площадь 5 км². Почтовый индекс — 9095. Телефонный код — 0783.
Покровителем коммуны почитается святой Себастьян, празднование 20 января.

## Демография
Динамика населения:

## Администрация коммуны
- Официальный сайт: http://www.comune.pompu.or.it/